# Tata Young

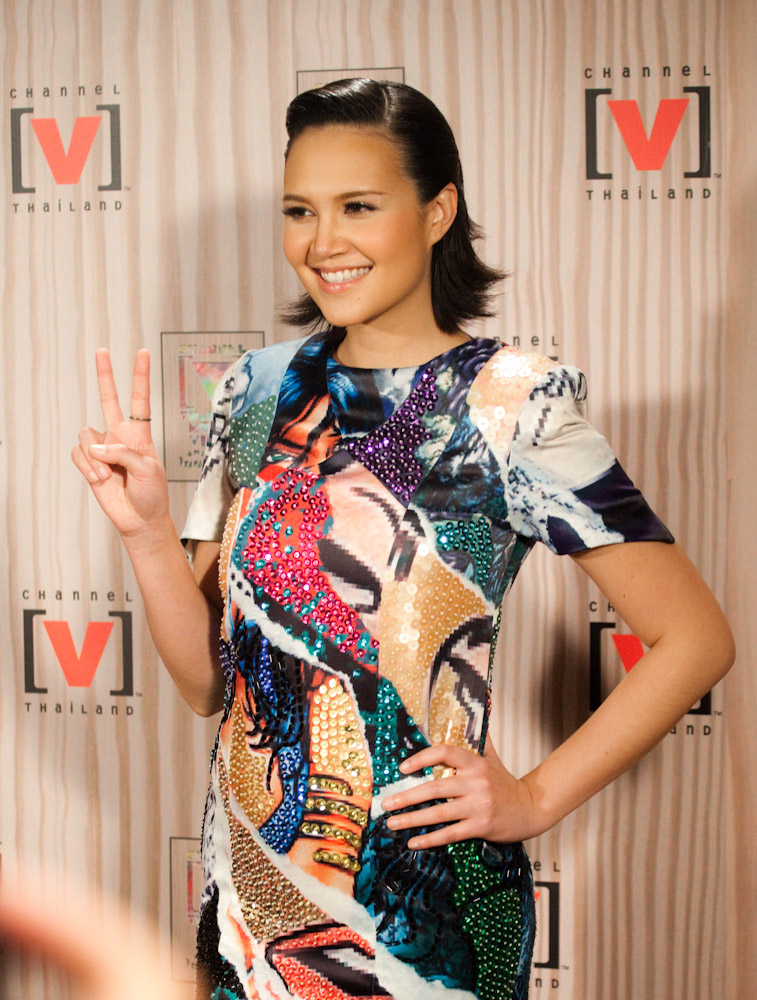
Tata Young (2009)

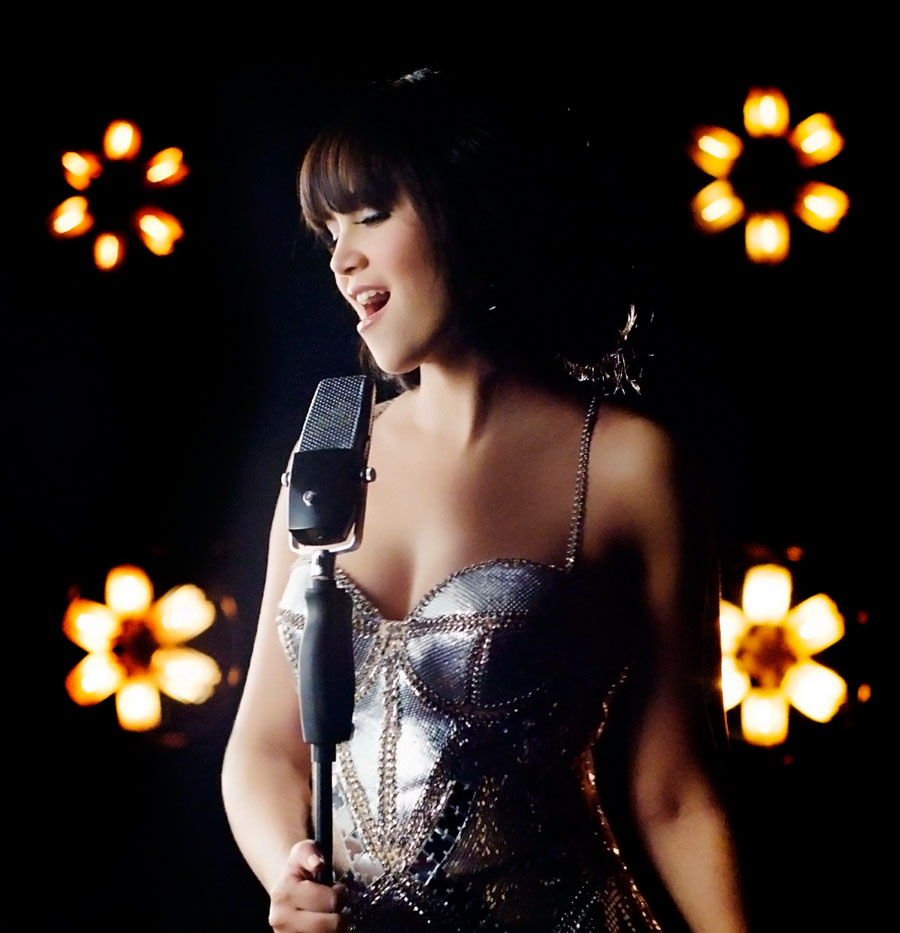
Tata Young im Musikvideo zu Ready for Love

Tata Young (Thai ทาทา ยัง; * 14. Dezember 1980 in Bangkok; eigentlich Amita Marie Young) ist eine thailändische Popsängerin. Sie wurde als Tochter einer Thailänderin und eines US-Amerikaners geboren.

## Karriere
Im Alter von elf Jahren nahm Tata am Thailand Junior Singing Contest teil und ging als Siegerin aus 5300 Mitbewerbern hervor. Dieser Erfolg legte den Grundstein ihrer Karriere. 1994, im Alter von 14 Jahren, unterschrieb sie einen Plattenvertrag bei GMM Grammy, dem größten thailändischen Plattenlabel. 1995 erschien ihr Debütalbum Amita Tata Young in thailändischer Sprache. Schon früh machte sie sich einen Namen über die Landesgrenzen Thailands hinaus. Von der chinesischen Regierung wurde sie 1997 ausgesucht, an einem Konzert anlässlich der Übergabe Hong Kongs von Großbritannien an China aufzutreten. Dabei trat sie unter anderem neben Künstlern wie Wet Wet Wet, Michael Learns to Rock, Lisa Stansfield, All-4-One und den Brand New Heavies auf.
Im Jahr 2004 wechselte Tata von BEC TERO Records zu Sony BMG BEC Tero, einem gemeinsamen Label von BEC Tero und Sony BMG von 2001 bis 2007, und nahm dort ihr erstes englischsprachiges Album I Believe auf, womit ihr dann der Durchbruch in ganz Asien gelang. Am 24. August 2006 erschien nach I Believe ihr zweites englischsprachiges Album Temperature Rising, das ebenfalls ein riesiger Erfolg wurde.
Der bisher letzte Höhepunkt ihrer Karriere war ihr Auftritt bei der Eröffnungsfeier zur Fußball-Asienmeisterschaft 2007, wo sie einige ihrer größten Hits sang. Die Eröffnungsfeier wurde in ganz Asien und andere Teile der Welt live übertragen. Im März 2008 erschien ihr Album One Love, das sie wieder in thailändischer Sprache einsang.
Tata Young dürfte heute wohl die im asiatischen Raum bekannteste thailändische Künstlerin sein. In Thailand selbst gilt sie als eine der einflussreichsten Frauen. Jedoch hat sie auch in Thailand ihre wohl größten Gegner. Diese werfen ihr vor, sie habe einen negativen Einfluss auf die thailändische Jugend.

## Veröffentlichungen

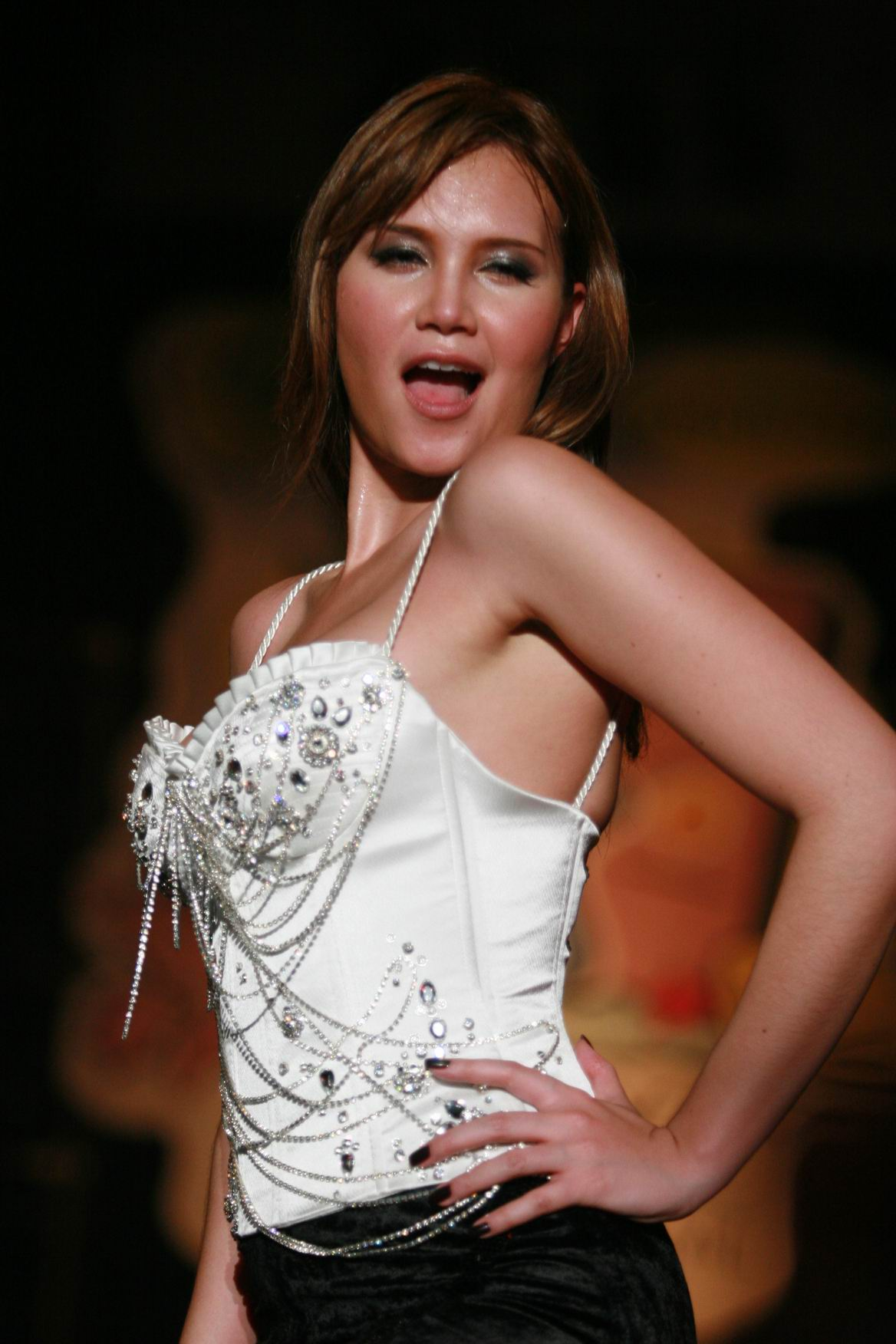
Tata Young (2007)

### Veröffentlichungen in Thailändischer Sprache

#### Studio-Veröffentlichungen
- 1995: Amita Tata Young
- 1997: Amazing Tata
- 2001: Tata Young
- 2003: Real TT
- 2005: Dangerous Tata
- 2008: One Love

#### EP-Veröffentlichungen
- 1998: Tata Remix (Remixalbum)
- 2000: Best Selected
- 2006: Best of Tata Young

#### Sonstige Veröffentlichungen
- 1995: Tata 1,000,000 Copies Celebration
- 1996: 6-2-12 (Album zusammen mit fünf anderen bekannten Thai Künstlern)
- 1997: Mos & Tata (Soundtrack zum Film The Red Bike Story)
- 1998: O-Negative (Soundtrack Album)
- 1998: Reach for the Star (Titelsong der 13. Asienspiele)

### Veröffentlichungen in Englischer Sprache

#### Studio-Veröffentlichungen
- 2004: I Believe
- 2006: Temperature Rising
- 2006: Sexy, Naughty, Bitchy
- 2009: Ready For Love
- 2011: Let’s Play
- 2012: Where Do We Go

#### Sonstige Veröffentlichungen
- 2004: Dhoom – Dhoom Dhoom (Soundtrack zum Film)

#### Tournee-Veröffentlichungen
- 2005: Tata Young I Believe Japan Tour 2005
- 2005: Tata Young Dhoom Dhoom Tour Live in Bangkok
- 2006: Tata Young Temperature Rising Live in Bangkok

## Auszeichnungen
- 1992: Nissan Music Award „Beste Sängerin“
- 1995: Vote Award „Beliebteste Sängerin“, „Bestes Album“, „Bestes Music Video“
- 1997: Elle Magazine „Eine der 10 einflussreichsten Personen Thailands“
- 1998: Thai Film Critic Association Award für „Beste Schauspielerin“ für den Film O-Negative
- 1998: „Best Actress of Thailand“ Auszeichnung von der Thai Film Association für den Film O-Negative
- 1999: Thai Music Organization „Beliebteste Sängerin“
- 2004: 95.5 Virgin Hitz Award Album des Jahres I Believe, „Beliebteste Künstlerin“ des Jahres
- 2004: MTV Immies: Indian Music Excellence „Bester Internationaler weiblicher Pop-Künstler“
- 2004: Sony Music BEC TERO für das Erreichen von Platin-Status des Albums I Believe
- 2005: Channel [V] Music Award (Thai) „Populärster internationaler weiblicher Künstler des Jahres“, „Populärste Musik des Jahres“
- 2005: Gold-Album I Believe Tata young der Platia Entertainment Inc.
- 2005: Platin-Album I Believe Tata young der Platia Entertainment Inc.
- 2005: „Bester internationaler Künstler des Jahres“ der Recording Industry Association Japan (RIAJ)
- 2005: FHM 100 Sexiest Women in the World 2005 (Thailändische Ausgabe)
- 2006: MTV Asia Awards „Beliebtester Künstler Thailands“
- 2006: FHM 100 Sexiest Women in the World 2006 (Thailändische Ausgabe)
- 2006: Teen Choice Awards
- 2006: Virgin Hitz Awards
- 2006: Sony BMG Music Indonesia: Für das Erreichen von Status des Albums I Believe
- 2007: FHM 100 Sexiest Woman in the World 2007 (Thailändische Ausgabe)